# Nesseby
Gmina Nesseby (norw. Nesseby kommune) — norweska gmina leżąca w okręgu Finnmark. Jej siedzibą jest miasto Varangerbotn.
Nesseby jest 57. norweską gminą pod względem powierzchni.

## Demografia
Według danych z roku 2005 gminę zamieszkuje 901 osób. Gęstość zaludnienia wynosi 0,62 os./km². Pod względem zaludnienia Nesseby zajmuje 416. miejsce wśród norweskich gmin.
| ludność stan na 1 stycznia 2005 |         |           |       |
|                                 | kobiety | mężczyźni | razem |
| osób                            | 462     | 439       | 901   |
| %                               | 51,28%  | 48,72%    | 100%  |

| wykształcenie stan na 1 października 2004 |        |         |        |        |
|                                           | podst. | średnie | wyższe | niezn. |
| osób                                      | 248    | 398     | 113    | 7      |
| %                                         | 32,38% | 51,96%  | 14,75% | 0,91%  |

## Edukacja
Według danych z 1 października 2004:
- liczba szkół podstawowych (norw. grunnskolar): 2
- liczba uczniów szkół podst.: 96

## Władze gminy
Według danych na rok 2011 administratorem gminy (norw. rådmann) jest Stian Lindegård, natomiast burmistrzem (norw. ordfører, d. borgermester) jest Inger Katrine Juuso.